# Skałka (Silésie)
Pour les articles homonymes, voir Skałka.
Skałka est une localité polonaise de la gmina de Włodowice, située dans le powiat de Zawiercie en voïvodie de Silésie.